# Binkelj
Binkelj – wieś w Słowenii, w gminie Škofja Loka. W 2018 roku liczyła 186 mieszkańców.